# The Oregon Trail (film 1923)
The Oregon Trail è un serial muto del 1923 diretto da Edward Laemmle. Il film, in diciotto episodi per un totale di 420 minuti, viene considerato perduto.

## Produzione
Il film fu prodotto dall'Universal Pictures. Venne girato con il titolo di lavorazione The Trail Blazers.

## Distribuzione
Distribuito dall'Universal Pictures, il film uscì nelle sale cinematografiche statunitensi il 12 marzo 1923. In Finlandia venne distribuito il 12 aprile 1925.